# Петър Джинович
Петър Джинович (на сръбски: Петар Ђиновић или Petar Đinović) е черногорски офицер и сръбски революционер, деец на Сръбската въоръжена пропаганда в Македония от началото на XX век.

## Биография
Роден е в 1880 година в колашинското село Баре Кралске, Черна гора. Завършва три класа гимназия и пехотинско подофицерско училище в Белград. В училището е привлечен към сръбската революционна организация. В 1905 година става четник в Македония в четата на Воислав Танкосич. След това се връща в Черна гора, завършва офицерско училище и започва служба във войската като подпоручик, а по-късно е произведен в поручик. Влиза в организацията на противници на крал Никола I, подготвяща преврат в полза на Сърбия. Организацията е разкрита от полицията и през август 1909 година Джинович е арестуван и е сред главните обвиняеми по така наречената Колашинска афера. Военният съд в Колашин го осъжда на смърт и присъдата е извършена чрез разстрел.